# Turtmann-Unterems
Turtmann-Unterems é uma comuna da Suíça, situada no distrito de Loèche, no cantão de Valais. Tem 42,42 km² de área e sua população em 2018 foi estimada em 1.111 habitantes.
Foi criada em 1 de janeiro de 2013, a partir da fusão das antigas comunas de Turtmann e Unterems.